# Mario Meštrović
Mario Meštrović (Osijek, 22 maggio 1970) è un ex calciatore croato, di ruolo centrocampista.

## Carriera
Iniziò la carriera agonistica nel Cibalia per poi trasferirsi nel 1994 nell'Hajduk Spalato. Con i Bili esordì il 24 luglio 1994 nella finale di andata della Supercoppa di Croazia, poi vinta dopo i calci di rigore ai danni dei rivali della Dinamo Zagabria.

## Palmarès

### Club
- Campionato croato: 1

Hajduk Spalato: 1994-1995
- Supercoppa di Croazia: 1

Hajduk Spalato: 1994
- Coppa di Croazia: 1

Hajduk Spalato: 1994-1995